# Meistriliiga (Eishockey) 2011/12
Die Saison 2011/12 war die 22. Spielzeit der Meistriliiga, der höchsten estnischen Eishockeyspielklasse. Meister wurde Tartu Kalev-Välk.

## Modus
In der Hauptrunde absolvierten die fünf Mannschaften jeweils 16 Spiele. Die vier bestplatzierten Mannschaften qualifizierten sich für die Playoffs, in denen der Meister ausgespielt wurde. Für einen Sieg nach regulärer Spielzeit erhielt jede Mannschaft drei Punkte, für einen Sieg nach Overtime zwei Punkte, bei einer Niederlage nach Overtime gab es ein Punkt und bei einer Niederlage nach regulärer Spielzeit null Punkte.

## Hauptrunde

### Tabelle
|    | Klub                      | Sp | S  | OTS | OTN | N  | Tore   | Punkte |
| -- | ------------------------- | -- | -- | --- | --- | -- | ------ | ------ |
| 1. | Tartu Kalev-Välk          | 16 | 14 | 0   | 0   | 2  | 101:44 | 42     |
| 2. | Tallinn HC Panter Purikad | 16 | 11 | 1   | 0   | 4  | 75:64  | 35     |
| 3. | Kohtla-Järve Viru Sputnik | 16 | 7  | 1   | 0   | 8  | 77:80  | 23     |
| 4. | Tallinn Viiking Sport     | 16 | 5  | 0   | 1   | 10 | 49:66  | 16     |
| 5. | Narva PSK                 | 16 | 1  | 0   | 1   | 14 | 51:99  | 4      |

Sp = Spiele, S = Siege, U = Unentschieden, N = Niederlagen, OTS = Overtime-Siege, OTN = Overtime-Niederlage

## Playoffs

### Halbfinale
- Tartu Kalev-Välk – Tallinn Viiking Sport 3:1 (1:3, 4:2, 4:1, 5:3)
- Kohtla-Järve Viru Sputnik – Tallinn HC Panter Purikad 3:0 (6:2, 5:2, 8:1)

### Spiel um Platz 3
- Tallinn HC Panter Purikad – Tallinn Viiking Sport 0:2

### Finale
- Tartu Kalev-Välk – Kohtla-Järve Viru Sputnik 3:1 (3:2, 1:2, 8:2, 5:3)